# Conneautville
Conneautville es un borough ubicado en el condado de Crawford en el estado estadounidense de Pensilvania. En el año 2000 tenía una población de 849 habitantes y una densidad poblacional de 301 personas por km².

## Geografía
Conneautville se encuentra ubicado en las coordenadas 41°45′29″N 80°22′10″O / 41.75806, -80.36944.

## Demografía
Según la Oficina del Censo en 2000 los ingresos medios por hogar en la localidad eran de $35,083 y los ingresos medios por familia eran $40,833. Los hombres tenían unos ingresos medios de $30,481 frente a los $19,583 para las mujeres. La renta per cápita para la localidad era de $17,087. Alrededor del 7.4% de la población estaba por debajo del umbral de pobreza.